# مانجارو لینوکس
مانجارو (به انگلیسی: Manjaro) یک سیستم عامل آزاد و متن‌باز و بر مبنای آرچ لینوکس است. مانجارو به دلیل سرعت و امنیت و ویژگی‌های خاص، یک جایگزین مناسب برای توزیع‌های دیگر به‌شمار می‌آید. .مانجارو لینوکس از مدیر بسته پک من (به انگلیسی: Pacman) برای مدیریت بسته استفاده می‌کند. مانجارو در اتریش، فرانسه و آلمان توسعه می‌یابد.

## مزیت‌های مانجارو
مانجارو هم از نصب کنندهٔ CLI و هم از نصب کننده گرافیکی پشتیبانی می‌کند، همچنین از مدیر بستهٔ pacman برای نصب کنندهٔ بسته به صورت CLI و از pamac gui برای نصب کننده بسته به صورت گرافیکی استفاده می‌کند. مانجارو یک توزیع غلتان است و به این معنی است که برای به‌روزرسانی نیازی به نصب مجدد آن نیست. مانجارو شامل تنظیمات رابط کاربری گرافیکی است که در آن گزینه‌هایی مانند زبان، گرداننده‌ها و نسخهٔ هسته را می‌توان به سادگی پیکربندی کرد. بسیاری پکیج‌های مورد نیاز خود را می‌توانید هنگام نصب سیستم عامل طبق نیاز خود داشته باشید.

## ارتباط با آرچ لینوکس
تفاوت اصلی توزیع مانجارو در مقایسه با آرچ لینوکس در مخازن (Repositories) آن است.